# 意賀美神社 (岸和田市)

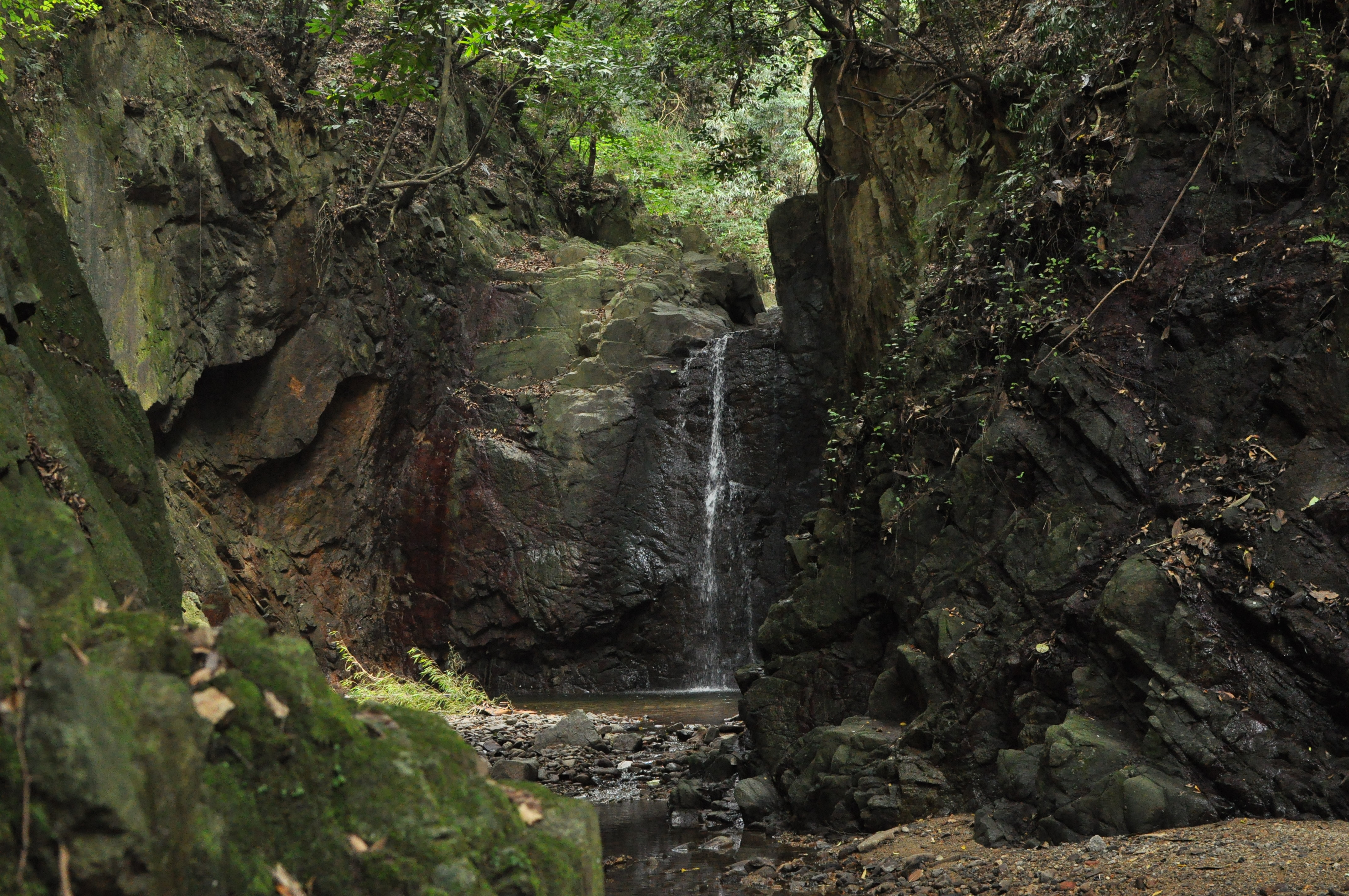
意賀美神社の雨降の滝

意賀美神社（おがみじんじゃ）は、大阪府岸和田市にある神社。式内社で旧社格は村社。阿間河滝村・土生滝村の産土神であり、水利の要所に祀られている。

## 歴史
聖武天皇の治世、天平四年（732年）の夏に大旱魃があった際、祈雨の霊験があったといわれる。また、陽成天皇の御代、元慶八年（884年）に畿内で大旱魃があった際、菅原道真を奉幣使として祈雨したところ霊験があったといわれ、これ以降、雨降明神と言われるようになったという。
明治39年（1906年）8月14日、内務省神社・宗教両局長依命通牒によるいわゆる「神社合祀」に基づき、明治40年11月11日、土生滝にあった古元神社および一瀬神社が村社であった意賀美神社に合祀された。

## 文化財
- 神額 - 花山院厚卿筆

## 境内社
- 厳島神社
- 意賀美荒神社

## 神社周辺
境内は神於山（こうのやま）の北側の裾にある。境内の前を流れる津田川にそそぎ込む支流に滝があり、これが「雨降りの滝」である。意賀美神社のある地域は比較的内陸にあるため、瀬戸内海気候に似て、梅雨後の降雨量が少ないという特徴がある。ところが境内を含む周辺は湿潤な環境を有しており、この付近には珍しい暖地の広葉樹種がみられ、豊かな自然環境の中に位置する神社である。
境内の社叢はコジイとミミズバイが優先する常緑広葉樹林で、ホルトノキ、タイミンタチバナ、ツルコウジなどの常緑樹もみられる。昭和43年（1968年）には岸和田市の天然記念物に指定されている。大阪みどりの百選に選定されており、平成元年には大阪府の自然環境保全地域にも選ばれている。
しかし意賀美神社を含む神於山地区は、ここ50年で自然環境破壊が進んでしまった。現在、自然再生推進法に基づき、農林水産省のもとで「神於山地区自然再生全体構想」（平成16年10月）、「神於山地区自然再生事業実施計画」（平成17年6月）に基づいた自然再生事業が始まっている。

## 交通
- バスは南海電鉄からは岸和田駅前から、JR阪和線からは東岸和田駅から、南海ウイングバス南部にて0,41,42,43系統で宮の台下車。本数は一時間に2本程度である。
- 自動車の場合は阪和自動車道の貝塚IC（最寄）または岸和田和泉ICから国道170号線を使う。